# تری استدارت
تری استدارت (انگلیسی: Terry Stoddart; ۲۸ نوامبر ۱۹۳۱ – اکتبر ۲۰۱۴ (۸۲ ساله)) بازیکن فوتبال اهل بریتانیا بود.
از باشگاه‌هایی که در آن بازی کرده‌است می‌توان به باشگاه فوتبال دارلینگتون، باشگاه فوتبال پول تاون، باشگاه فوتبال یورک سیتی، و باشگاه فوتبال نیوکاسل یونایتد اشاره کرد.